# Gottfried Ludwig Matthias von Hartmann
Gottfried Ludwig Matthias von Hartmann (* 14. Mai 1738 in Berlin; † 9. Juni 1807 in Königsberg) war ein preußischer Generalmajor und Chef des 4. Artillerie-Regiments. Am 4. Mai 1794 erhielt er die Anerkennung und Erneuerung des preußischen Adels.

## Leben

### Herkunft
Seine Eltern waren Karl Gottfried Hartmann (* 15. Februar 1684; † 29. Juli 1745) und dessen Ehefrau Luise Marie, geborene Thulmeyer († 31. Dezember 1767). Der Vater war markgräflich bayreuther und königlich preußischer Geheimer Kriegs- und Domänenrat, Kammerdirektor und seit dem 10. Januar 1744 zweiter Direktor der Königsberger Kriegs- und Domänenkammer. Sein Bruder Otto Carl Hartmann (1728–1789) war preußischer Finanzrat.

### Militärkarriere
Im Jahr 1754 trat Hartmann in preußische Dienste, kam in das Feldartillerieregiment und wurde 1756 Feuerwerker. Während des Siebenjährigen Krieges kämpfte Hartmann in den Schlachten von Prag, Kolin, Liegnitz und Torgau. Ferner war er bei den Belagerungen von Prag, Olmütz, Dresden und Schweidnitz. Bei Kolin und auch im Gefecht bei Gostyn wurde er verwundet sowie am 11. Juni 1758 zum Sekondeleutnant und am 27. Dezember 1761 zum Premierleutnant befördert.
Nach dem Krieg wurde Hartmann am 15. Dezember 1768 Stabskapitän sowie am 23. September 1772 Kapitän und Kompaniechef. Also solcher nahm er 1778/79 am Bayerischen Erbfolgekrieg teil. Am 24. November 1786 wurde er Major im 3. Artillerie-Regiment und stieg am 11. August 1789 zum Oberstleutnant auf. Am 15. April 1792 erhielt er die Aufsicht über das Belagerungsgerät, das von Magdeburg verlegt wurde. Während des Ersten Koalitionskrieges kämpfte Hartmann bei den Belagerungen von Verdun, Mainz, Landau, der Kanonade von Valmy sowie in den Schlachten bei Pirmasens und Moorlautern. Für die Beschießung von Verdun vom 31. August bis zum 1. September 1792 erhielt Hartmann am 6. September 1792 den Orden Pour le Mérite. Am 3. Januar 1795 erfolgte seine Beförderung zum Oberst und am 2. September 1795 die Ernennung zum Kommandeur des 1. Artillerie-Regiments. Am 5. Mai 1801 ernannte ihn der König zum Chef des 4. Artillerie-Regiments. Außerdem beförderte er Hartmann am 29. Mai 1801 zum Generalmajor. Während des Vierten Koalitionskrieges war er bereits schwer erkrankt und kam aber noch zum Korps L’Estocq. Er starb bereits am 9. Juni 1807 in Königsberg.

### Familie
Hartmann heiratete am 15. Dezember 1776 in Berlin Christiane Wilhelmine Theden, verwitwete Bolzius. Das Paar hatte mehrere Kinder:
- Karl Georg Christian Ludwig (* 4. September 1779; † 14. Oktober 1806), gefallen bei Saalfeld, Sekondeleutnant im Infanterieregiment „von Kleist“
- August Wilhelm (* 20. September 1781; † 1786)
- Henriette Charlotte (* 5. November 1784; † 12. März 1849) ⚭ 1802 Hans Julius Friedrich von Keudell (* 12. September 1780; † 28. September 1812)[3], Rittmeister im Husarenregiment Nr. 5
- Luise Juliane Friederike (* 28. März 1787; † 7. Juni 1873) ⚭ Werner Heinrich Ewald von Blumenthal (* 15. September 1766; † 22. März, 1832)[4] aus dem Haus Quackenburg, Major im Dragonerregiment Nr. 6
- Christiane Wilhelmine Philippine (* 28. Mai 1789; † 24. März 1848) ⚭ 1807 Johann Friedrich Leopold von Keudell (* 17. März 1769; † 6. Mai 1831)[5], Eltern des Diplomaten Robert von Keudell

Marie von Keudell und Elsbeth von Keudell waren Enkeltöchter.